# Był sobie pies
Był sobie pies (ros. Жил-был пёс, Żył-był pios) – radziecki krótkometrażowy film animowany z 1982 roku w reżyserii Eduarda Nazarowa. Film powstał na podstawie ukraińskiej bajki ludowej.

## Fabuła
Film przedstawia losy biednego psa, który jest stary i wiecznie są z nim problemy w gospodarstwie. Właściciele nie mają z niego pożytku i pewnego dnia wyrzucają go do lasu. Tam pies spotyka się ze starym wilkiem, którego niegdyś gonił, gdy ten chciał polować. Wilk postanawia pomóc staremu znajomemu wrócić do łask wieśniaków. Pies odwdzięcza się przyjacielowi zapraszając głodnego wilka na weselną ucztę.

## Nagrody
- 1983: Pierwsza nagroda na Międzynarodowym Festiwalu Filmowym w Odense (Dania)
- 1983: Nagroda Specjalna Jury na Międzynarodowym Festiwalu Filmów Animowanych w Annecy (Francja)

## Obsada (głosy)
- Gieorgij Burkow jako Pies
- Armien Dżygarchanian jako Wilk

## Animatorzy
Siergiej Diożkin, Władimir Zarubin, Marina Woskanjanc, Anatolij Abarienow, Elwira Masłowa, Natalija Bogomołowa

## Wersja polska
- Reżyseria: Zofia Aleksandrowicz
- Dialogi: Krystyna Albrecht
- Dźwięk: Jerzy Januszewski
- Montaż: Gabriela Turant
- Kierownictwo produkcji: Jan Szatkowski

Źródło: